# 미하마정 (와카야마현)
미하마정(일본어: 美浜町)은 일본 와카야마현 히다카군의 정이다. 기추 지역에 속한다.

## 지리
와카야마현 중부, 히다카군 서단에 위치해 기이 수도와 접한다. 면적은 와카야마현 내에서 다이지정에 이어 좁은 정이다. 정의 동부는 히다카 평야의 일부로 중심가이다. 서부는 엔주카이겐 현립 자연공원으로 지정되어 있다.

## 역사
- 1889년 4월 1일 - 정촌제 시행과 함께 마쓰바라촌, 와다촌, 미오촌이 성립하였다.
- 1954년 10월 1일 - 마쓰바라촌, 와다촌, 미오촌 등 3개 촌이 합병, 정으로 승격해 미하마정이 탄생하였다.